# Motorsport i Luxemburg
Luxemburg har inga internationellt kända racerbanor eller utövare av motorsport som varit framgångsrika.

## Verksamhet

### Luxemburgs Grand Prix
Under säsongerna 1997 och 1998 arrangerade Luxemburg vid namn ett Grand Prix-lopp i formel 1 på Nürburgring i Tyskland, då namnet Tysklands Grand Prix var upptaget av Hockenheimring och Europas Grand Prix av Jerez i Spanien. När sedan Jerez ströks från kalendern under säsongen 1998 var det för sent för att tävlingen skulle kalls för Europas Grand Prix, något som blev dess namn i fortsättningen.

### Motorcykelracing
Andreas Leuthe är den mest kände tävlande från Luxemburg, och han deltog i 61 VM-deltävlingar i 500GP-klassen mellan 1984 och 1994. Även Superbiketävlingarna på Nürburgring mot slutet av 1990-talet benämndes som luxemburgsk tävling.

### Banor
Ett fåtal banor har funnits i Luxemburg, men de har inte använts för internationella tävlingar. Däremot finns ett par vägar som används till backtävlingar.